# Giosuè Boetto Cohen
Giosuè Boetto Cohen (Milano, 22 maggio 1961) è un giornalista, scrittore, conduttore televisivo, regista e curatore d'arte italiano.

## Biografia
Ha scritto su il Giornale nuovo (1977-1983), il Corriere della Sera (2010-2023)  e dal 2013 per l'Editoriale Domus. Progetta mostre ed installazioni per musei nazionali ed esteri. Per la RAI, dal 1987 al 2012, è stato conduttore, regista e autore di molti programmi televisivi culturali. Nel 2012 ha vinto il Premio UNESCO al Festival di Montreal per soggetto e regia del film d'animazione 3D "Apa alla scoperta di Bologna" (Museo Genus Bononiae / CINECA), voce e musiche di Lucio Dalla. Nel 2021 ha pubblicato il romanzo "Il giovane Giorgetto", tratto dalla vita di Giorgetto Giugiaro, Premio miglior pubblicazione dell'anno sui temi dell'automobile.   

### Attività giornalistica e di regia
Ancora al liceo, ha iniziato a collaborare a il Giornale di Indro Montanelli,  sotto la guida di Gastone Geron. Dal'80 all'86 è stato inviato negli Stati Uniti per La Notte, Tv Sorrisi e Canzoni, Tutto musica e spettacolo, Bolero, Specchio de La Stampa.
Entra alla RAI nel 1987, come autore e conduttore di Intorno a noi, il segmento milanese di Unomattina, crescendo nel gruppo di Franco Iseppi, Giulio Nascimbeni, Giancarlo Masini. Da allora ha scritto, realizzato e condotto molti programmi culturali per il servizio pubblico televisivo. Tra gli altri,  La storia siamo noi, La macchina della verità, Mosaico, L'Italia tra le stelle, Spazio libri, Cento anni di Fiat, Volava l'anno, Dixit - Qualcosa da dire e Magazzini Einstein.
Dal 2010 al 2023 scrive per il Corriere della Sera e dal 2013 è collaboratore e opinionista per Quattroruote, Ruoteclassiche, Auto Italiana e The Official Ferrari Magazine.
Il lavoro decennale per La Storia siamo noi e Mosaico, la Mediateca per le scuole (RAI, 1997) restano i progetti televisivi più interessanti a cui ha dato il suo contributo. L'esperimento innovativo di Mosaico, agli albori dell'era di Internet, con la messa a disposizione gratuita alle scuole di migliaia di "unità audiovisive" tratte dalle RAI Teche - e l'uso incrociato di Web e Tv satellitare - costituisce un caso unico nel panorama televisivo internazionale.
Anche L'Italia tra le stelle (30 puntate in onda su Rai 3 nel 2001-2002 e più volte riproposto) è stato il primo programma, dalla fine degli anni '70, a riportare l'astronomia e la ricerca spaziale al grande pubblico. Ospite in studio, l'astrofisico Giovanni Bignami. Nel 2000, per Rai 3 e il CINECA di Bologna, ha scritto e condotto "High Tech Pompei", la prima ricostruzione digitale della città come virtual set televisivo. Nel 2003 ha ideato e condotto per RAI Educational la maratona televisiva "Una giornata particolare, ventiquattro ore di televisione dedicate alla Shoah". Per la prima volta nella storia della tv, un canale pubblico ha messo in onda non-stop il meglio dei suoi archivi e produzioni ad hoc sul tema dell'Olocausto.
Nel 2006 ha scritto e condotto per il Museo nazionale della scienza e della tecnologia Leonardo da Vinci di Milano il programma Aldilà del mare (60', in onda su RAI 2), dedicato al viaggio del sottomarino Enrico Toti dal Po a Milano e alla storia dei sommergibilisti italiani. Sullo stesso tema, per "La Storia siamo noi", due puntate di particolare interesse del 2008 sono dedicate alla Regia Marina durante il secondo conflitto mondiale. "Con la bandiera al vento" è la prima monografia che la RAI dedica al tema dagli anni Settanta.
Nel 2011 ha scritto e diretto il documentario per l'inaugurazione del nuovo Museo dell'Automobile di Torino trasmesso da RAI Storia. Nello stesso periodo ha ideato la serie Il design che funziona, conversazioni televisive in diverse puntate con Giorgetto Giugiaro. Sempre nel 2016 ha realizzato una biografia tv a puntate del designer Paolo Martin.

### Attività di copywriter e responsabile della comunicazione
All'esperienza giornalistica e televisiva ha affiancato, nel corso della sua formazione, nove anni di agenzia di pubblicità, prima con Armando Testa e poi con Emanuele Pirella. Dal 2003 al 2006 è stato responsabile comunicazione all'Accademia del Teatro alla Scala. Dal 2007 al 2009 è stato responsabile dei progetti di comunicazione dell'Agenzia Spaziale Italiana.

## Progetti per musei, mostre e installazioni
Collabora stabilmente con musei e mostre internazionali come ideatore e curatore - oltre che degli allestimenti - di installazioni digitali, film documentaristici e d'animazione 3D.
- 2007: Da una puntata de La storia siamo noi, trae l'allestimento filmico della mostra "Oriana Fallaci, intervista con la storia" presentata a New York (NY PUBLIC LIBRARY e Istituto Italiano di Cultura), Milano (PALAZZO LITTA), Roma (VITTORIANO).[9]
- 2008: Genova - FESTIVAL DELLA SCIENZA, Milano, Napoli.[10][11] , Progetto e curatela della mostra "Soyuz! La Grande Storia dello Spazio", che ha portato in Italia, per la prima volta, una vera navicella spaziale.
- 2009: PLANETARIO DI Torino - InfiniTO / ADLER PLANETARIUM di Chicago. Big Bang, 14 miliardi di anni in otto minuti: è il primo documentario stereoscopico 3D per un museo italiano.
- 2011:150º UNITA’ D’ITALIA. Installazione video “150 anni di scienza italiana” (produzione CINECA) con Margherita Hack, Giovanni F. Bignami, Umberto Veronesi, Luigi Cavalli Sforza e Francesco Cavalli Sforza, Antonio Zichichi, Umberto Guidoni.
- 2012: MUSEO DELLA CITTA' di Bologna "GENUS BONONIAE". Soggetto, sceneggiatura e regia per l'Installazione/film d'animazione 3D "Apa alla scoperta di Bologna". Voce e musiche di Lucio Dalla. Primo Premio UNESCO.
- MAUTO Museo Nazionale dell'Automobile di Torino. Co-autore della mostra "Bertone: 100 anni di car design". Del 2014 è l'allestimento filmico della nuova sezione permanente dedicata ai carrozzieri.
- 2014: MUSEO NAZIONALE ETRUSCO DI VILLA GIULIA, Roma e GENUS BONONIAE. Ideazione e curatela della mostra "Il viaggio oltre la vita: gli Etruschi e l'aldilà tra capolavori e realtà virtuale". In entrambi i musei è proiettato il nuovo film d'animazione 3D "Ati alla scoperta di Veio" di cui ha curato soggetto e regia, con la voce di Sabrina Ferilli. A Bologna, in prima mondiale, realizza l'installazione dedicata al Sarcofago degli Sposi, che abbina uno spettacolo in 3D Architectural Mapping all'uso di una grande piramide ologrammatica.[12]
- 2016: MAUTO. Curatela della mostra "Giugiaro e il suo percorso".[13]
- 2017: MAUTO. Allestimento filmico della mostra "Crossroads", dedicata al design americano e italiano del dopoguerra.
- CASTIGLIA di Saluzzo e
- MUSEO ACCORSI-OMETTO, Torino . Ideazione e curatela della mostra "La scelta di Giulio - Viaggio di un paesaggista nel secolo che distrusse il paesaggio"[14]. Basata su tre complesse installazioni multimediali, l'evento è promosso dalla Regione Piemonte, dal Comune di Saluzzo e dal Comune di Torino.
- 2018: MAUTO. Curatela della mostra "Rosso Fioravanti: le auto di un ingegnere a mano libera".
- 2019: MAUTO. Curatela della mostra "Marcello Gandini: genio nascosto".
- Curatela della mostra “Omaggio a Ezio Gribaudo ”. Curatela della mostra “Sergio Scaglietti”.
- 2020: SPAZIO MUSEALE DI SAN FRANCESCO - Cuneo / MAUTO Torino. Curatela della mostra “Quei temerari delle strade bianche”.
- 2021: MAUTO. Curatela della mostra "Pio Manzù e i 50 anni della Fiat 127".
- MAUTO. Curatela della mostra "Michelotti World".
- Museo Nazionale del Cinema - MAUTO. Progetto della installazione "Colpo grosso al Museo: 60 anni di Jaguar E, 60 anni di Diabolik".
- 2022: MAUTO. Curatela della mostra “FAKE - L’automobile tra autenticità e contraffazione”.
- Curatela della mostra “Il lusso nel bagagliaio - Gabriella Crespi al volante tra arte e design”.
- ADI Design Museum - Compasso d'Oro, Milano. Curatela della mostra "50 anni di Cisitalia al MoMA"
- ADI Design Museum - Compasso d'Oro, Milano - MAUTO, Torino. Curatela della mostra "DNA: I geni dell'automobile nell'Industrial Design".
- 2023: MAUTO. Ideazione e curatela della mostra “DRIVE DIFFERENT - Dall'Austerity alla mobilità del futuro”.
- ADI Design Museum - Compasso d'Oro, Milano. Installazione "Drive different al Compasso d'Oro".

## Pubblicazioni
- Le case dell'anima. Romanzo, Minerva 2024
- Le dinastie dell'auto - Serie di interviste con i discendenti dei grandi fondatori. Editoriale Domus - Quattroruote 2023-2024.
- Più di là che di qua  - La luce oltre la vita nelle parole di un medico. Racconto, YCP 2022.
- Il giovane Giorgetto  - Come si diventa Car Designer del Secolo. Romanzo, Premio "Best in classic". ASI 2021.
- Musei italiani ed europei dell’automobile Vol. 1 e 2. Editoriale Domus 2019.
- L’auto vista dalla Luna, 1969-2019  Editoriale Domus 2019.
- L'americano  - Tom Tjaarda a Torino 1958-2017. Biografia romanzata del celebre designer. ASI 2019.
- L'arte di sfidare il tempo -  Storia della dinastia e del marchio Eberhard. Rizzoli 2017.
- Intervista con Oriana  Estratto. Rizzoli 2010.[15]
- Quel giorno sulla Luna  Prefazione all'opera di Oriana Fallaci. Rizzoli 2009.